# Pseudosinella strinatii
Pseudosinella strinatii is een springstaartensoort uit de familie van de Entomobryidae. De wetenschappelijke naam van de soort is voor het eerst geldig gepubliceerd in 1951 door Gisin.